# Кавингтон (Индијана)
Кавингтон (енгл. Covington) град је у америчкој савезној држави Индијана.

## Демографија
По попису из 2010. године број становника је 2.645, што је 80 (3,1%) становника више него 2000. године.
| Група             | 2000.         | 2010.         |
| Белци             | 2.528 (98,6%) | 2.565 (97,0%) |
| Афроамериканци    | 1 (0,0%)      | 5 (0,2%)      |
| Азијати           | 10 (0,4%)     | 8 (0,3%)      |
| Хиспаноамериканци | 13 (0,5%)     | 29 (1,1%)     |
| Укупно            | 2.565         | 2.645         |